# Baesweiler
Baesweiler [mit Dehnungs-e, gesprochen: ˈbaːsˌvaɪlɐ] ist eine mittlere regionsangehörige Stadt in der nordrhein-westfälischen Städteregion Aachen. Kurze Zeit prägte der Bergbau die Stadt und führte zu raschem Bevölkerungsanstieg.

## Geografie

### Geologie
Der Raum wird als Jülicher Börde bezeichnet und liegt in der Kölner Bucht, was eine Bodenzusammensetzung aus Löss begründet. In den Eiszeiten drangen die Gletscher bis in diese Bucht (nicht ganz bis Baesweiler) und zermahlten unter sich Gestein, das sie weit aus dem Norden herangeschafft hatten. Nach dem Abschmelzen blieb eine fruchtbare Erdschicht zurück.

### Nachbargemeinden
Nachbargemeinden sind, im Uhrzeigersinn und im Norden beginnend: Geilenkirchen, Linnich, Aldenhoven, Alsdorf, Herzogenrath und Übach-Palenberg.

### Stadtgliederung
Baesweiler besteht seit dem 1. Januar 1972 aus folgenden Stadtteilen (Einwohner Stand: April 2024):
- Baesweiler (14.289)
- Beggendorf (1.633)
- Floverich (424)
- Loverich (1.234)
- Oidtweiler (3.507)
- Puffendorf (473)
- Setterich (8.050)

Das Wort „Oidtweiler“ weist dabei auch einen Dehnungsvokal im Namen auf, das erste i.
Zentral gelegen ist der Hauptort Baesweiler, die anderen Stadtteile sind separat gelegene Orte, außer Oidtweiler, das in den Hauptort nahtlos übergeht. Aber durch extensive Ausweitung von Wohnbaufläche wachsen Setterich und Baesweiler aufeinander zu.

## Geschichte

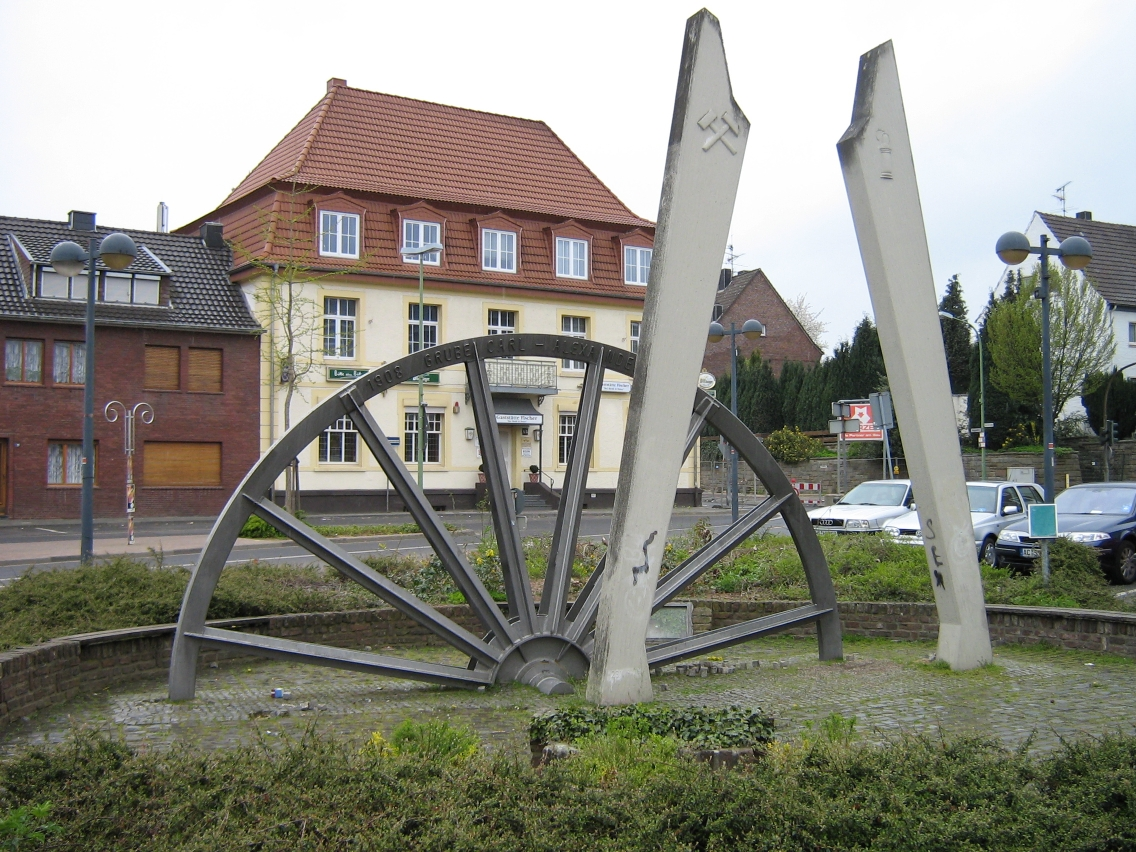
Denkmal für Grube Carl-Alexander auf dem Baesweiler Reyplatz, Mai 2006

### Urgeschichte
Archäologische Funde belegen eine jungsteinzeitliche Siedlung zwischen den Stadtteilen Baesweiler und Oidtweiler.

### Römerzeit
In der Römerzeit liegt Baesweiler am Kreuzungspunkt der Via Belgica, einer bedeutenden Heerstraße von Köln über Maastricht nach Boulogne, mit einer kleineren Straße in ungefährer Nord-Süd-Richtung. Römische Siedlungsspuren sind archäologisch nachgewiesen, es handelt sich um Beigaben eines Brandgrabes, die 1952 bei Ausschachtungsarbeiten entdeckt wurden.
Etwa 1 km westlich des Ortskerns, unmittelbar an der Bergehalde „Carl Alexander“, wurde entlang der Via Belgica ein römisches Dorf (Vicus) entdeckt. Der lateinische Name dieses Dorfes, das anscheinend in keinem siedlungsgeschichtlichen Zusammenhang mit dem mittelalterlichen Baesweiler steht, ist nicht bekannt.
Wie in der gesamten Jülich-Zülpicher Börde ist auch im Stadtgebiet von Baesweiler mit mehreren römischen Gutshöfen (Villa rustica) zu rechnen. Eine Villa Rustica zwischen Beggendorf und dem Vicus an der Via Belgica ist nachgewiesen, eine weitere nordwestlich von Beggendorf kann anhand von Oberflächenfunden vermutet werden.

### Mittelalter
- 952: Beggendorf wird als Villa Begina bei einer Schenkung von Gütern durch Erzbischof Bruno von Köln an den Cäcilienstift urkundlich erwähnt.
- 13. April 1104: Oidtweiler findet als de Oidthwilre in einer Urkunde von Erzbischof Friedrich I von Köln Erwähnung.
- 1119: Setterich wird in einer Urkunde des Klosters Rolduc erstmals erwähnt. Da in dieser Urkunde die Kirche erwähnt wird, ist davon auszugehen, dass der Ort älter ist.
- 1130: Baesweiler wird zum ersten Mal urkundlich erwähnt. Nach einer Schenkungsurkunde des Kollegialstifts St. Adalbert (Aachen) übertrug ein Freier namens Berolinus sein unabhängiges Gut zu Bastwilre dem Stift. Diese Schenkung wurde am 11. Mai 1222 durch den König bestätigt.
- 1153: Die beiden damals zusammengehörigen Orte Puffendorf und Loverich wurden als Pophendorp bzw. Loverken erstmals erwähnt.
- 22. August 1371: Bei Baesweiler fand die entscheidende Schlacht der Brabanter Fehde statt, in der die Truppen des Herzogs von Jülich, unterstützt vom Herzog von Geldern, gegen den Herzog von Brabant siegreich blieben.

### Neuzeit
- 1570: Errichtung der Settericher Windmühle
- 1921: Am Westrand des Hauptortes wurde im Zuge der Nordwanderung des Aachener Reviers die Grube Carl Alexander eröffnet. Dies führte zu einem raschen Bevölkerungsanstieg.
- 1. Januar 1972: Die kommunale Gebietsreform im ehemaligen Regierungsbezirk Aachen tritt in Kraft. Aus den bis dahin selbständigen Gemeinden Baesweiler, Setterich, Oidtweiler und Puffendorf entsteht die neue Gemeinde Baesweiler. Gleichzeitig werden der Selfkantkreis Geilenkirchen-Heinsberg aufgelöst und die Gemeinden des Kreises auf die Kreise Aachen, Düren und Heinsberg aufgeteilt.[3]

- 14. Januar 1975: Verleihung der Stadtrechte durch Beschluss der Landesregierung[3]

Bis zum Beginn des 20. Jahrhunderts waren die Ortsteile der heutigen Stadt Baesweiler rein agrarisch strukturiert. Durch die Kohleförderung änderte sich das Bild. Zunächst betraf dies überwiegend den Ort Baesweiler selbst, wo im Jahr 1908 die Abteufarbeiten für die Grube Carl Alexander begannen. Bedingt durch den Ersten Weltkrieg nahm die neue Grube aber erst 1921 die Förderung auf. Dies führte zu einer sprunghaften Bevölkerungszunahme von ca. 1500 Einwohnern im Jahr 1905 auf 7400 Einwohner im Jahr 1933. Eine weitere große Bergmannssiedlung von Carl Alexander befand sich im benachbarten Boscheln. Im 4 km östlich liegenden Siersdorf nahm die Grube Emil Mayrisch im Jahr 1952 die Förderung auf. Ein großer Teil der Bergleute wurde in Setterich angesiedelt, welches dadurch innerhalb eines Jahrzehnts seine Bevölkerungszahl vervierfachte.

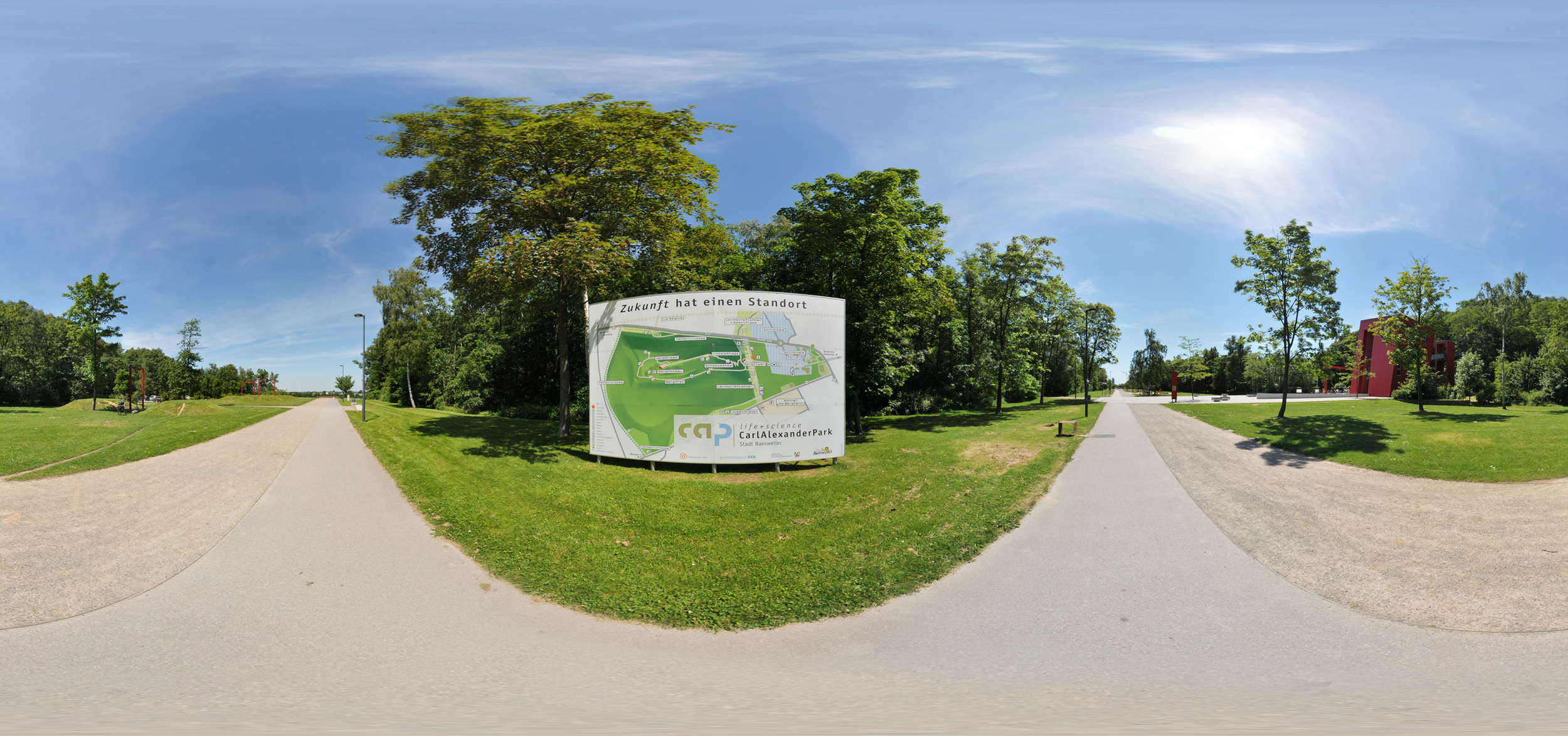
Carl-Alexander-Park-Baesweiler

Nachdem im Januar 1975 der Bergbau in Baesweiler eingestellt worden war, erinnert heute nur noch ein Denkmal am Reyplatz daran. Die Seilscheibe hat durch die Neugestaltung des Platzes einen neuen Standort erhalten. Die Betonstelen, welche einen Förderturm versinnbildlichten, sind nicht mehr vorhanden. Viele Nachfahren von Gastarbeitern verschiedener Nationalität und Kneipennamen wie Carl-Alexander erinnern an die Grube. Zudem türmen sich in der Nachbarschaft der Stadt Bergehalden auf, die begrünt wurden. Die Halde der Grube „Carl-Alexander“ ist seit Ende Mai 2008, als der „Carl-Alexander-Park“ (kurz „CAP“) eröffnet wurde, für die Öffentlichkeit zugänglich. Auf dem höchsten Punkt der Halde befindet sich eine Aussichtsplattform. Über einen Turm auf dem Haldenvorgelände (mit Gastronomie, siehe Foto „Bistro CAP“), einen Schwebesteg und eine Treppenanlage ist der Gipfel der Halde zu erreichen. Es wurde ein Fahrdienst eingerichtet, der nach Anmeldung genutzt werden kann. So können auch ältere bzw. gehbehinderte Menschen die Schönheiten des Gipfelplateaus genießen.

### Einwohnerentwicklung
(jeweils am 31. Dezember)
- 1950: 13.268
- 1970: 24.223
- 1998: 26.731
- 1999: 27.160
- 2000: 27.434
- 2001: 27.485
- 2002: 27.604
- 2003: 27.716
- 2004: 27.933
- 2005: 27.969
- 2006: 28.160
- 2007: 28.234
- 2008: 27.991
- 2009: 27.793
- 2010: 27.898
- 2011: 27.905
- 2012: 26.445
- 2013: 26.497
- 2014: 26.597
- 2015: 26.819
- 2017: 26.996
- 2020: 27.319

## Politik

### Stadtrat
Die Kommunalwahl am 13. September 2020 führte zu folgendem Ergebnis:
- CDU: 24 Sitze (+1)
- SPD: 8 Sitze (−1)
- GRÜNE: 4 Sitze (+1)
- Die Linke Baesweiler: 1 Sitz (−1)
- FDP: 1 Sitz (±0)

### Bürgermeister
Zum Bürgermeister gewählt wurde 2020 Pierre Froesch (CDU) als Nachfolger von Willi Linkens (CDU).

## Wappen
Wappenschild waagerecht geteilt in gold und blau, oben ein schwarzer Löwe mit roter Zunge und Bewehrung, der nach links gewendet ist. Darunter befinden sich mit den Spitzen nach unten zeigende, gekreuzte Pfeile in Silber. Das Wappen des Amtes Baesweiler wurde nach der Neugliederung 1971 für alle neu hinzugekommenen Gemeinden übernommen. Es stammt von einem Schöffensiegel aus dem Jahre 1556, der Löwe bezeichnet den Jülicher Landesherren, die Pfeile stehen symbolhaft für das örtliche Schützenwesen.

### Logo
Das Logo der Stadt Baesweiler zeigt den Schriftzug „Stadt Baesweiler“ mit einem freundlich schauenden Löwen (genannt „Leo“), der die Arme ausbreitet.

### Städtepartnerschaften
Die Stadt Baesweiler pflegt eine Städtepartnerschaft mit:
- Montesson, Frankreich seit 1990

Es finden regelmäßige Besuche statt und es gibt ein Schüleraustausch-Programm.
Von 1975 bis 2009 pflegte Baesweiler außerdem eine Städtepartnerschaft mit dem Easington (District) in Großbritannien. Aufgrund dessen Auflösung besteht keine Städtepartnerschaft mehr.

## Sehenswürdigkeiten

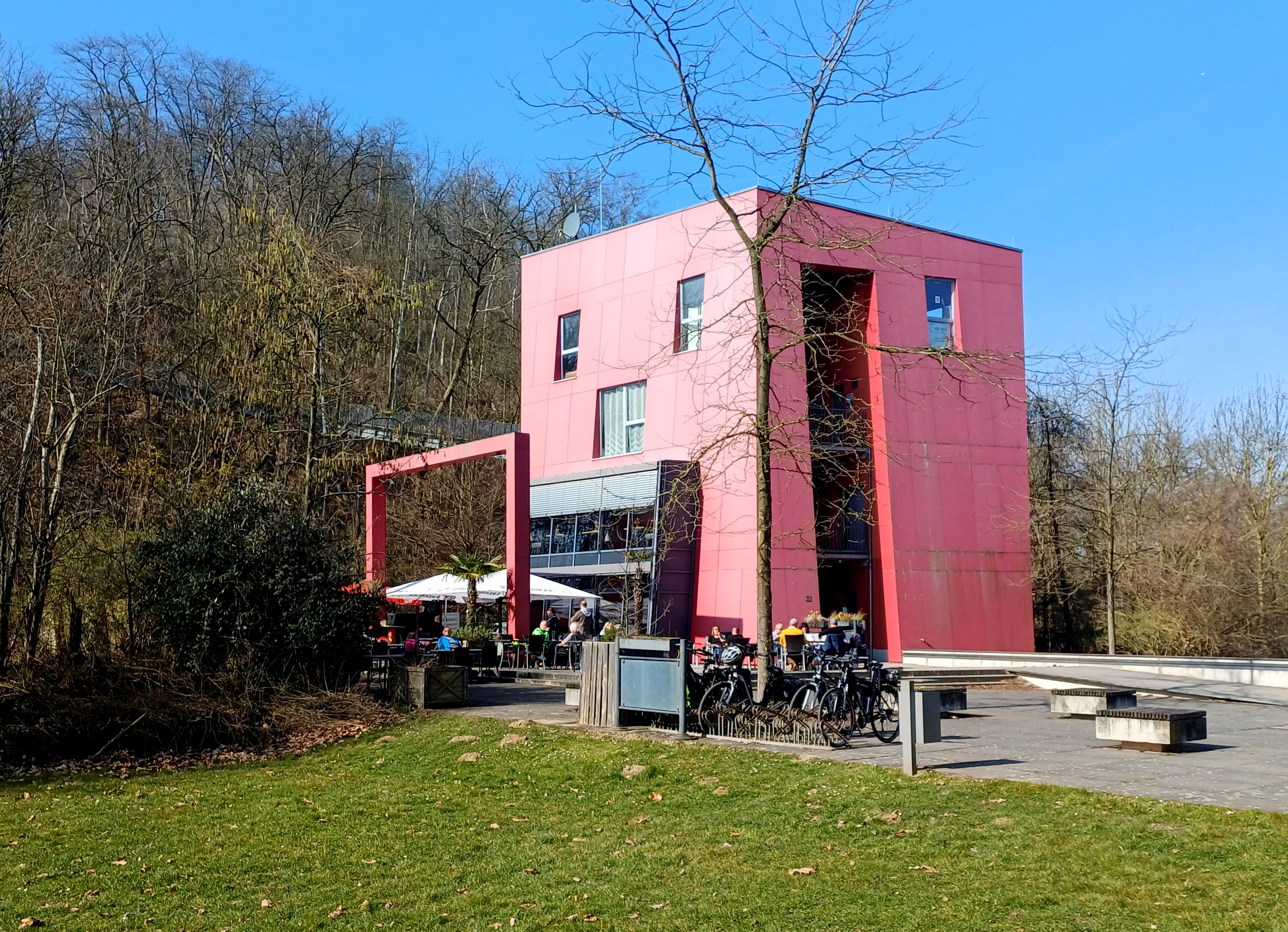
Besucherzentrum Carl-Alexander-Park

Das gesamte Gebiet der Stadt Baesweiler gehörte im Oktober und November 1944 zum Frontgebiet, doch kam es nicht zu allzu heftigen Kampfhandlungen. Dennoch sind nicht viele historische Bauten erhalten. Zudem wurden im 19. Jahrhundert im ganzen Rheinland viele mittelalterliche Kirchen durch Neubauten ersetzt und die meisten Fachwerkbauten durch Bauten aus Backstein.

### Sakrale Bauten
Der einzige noch existierende Kirchenbau aus mittelalterlicher Zeit ist St. Martinus im Stadtteil Oidtweiler. Die ehemalige romanische Kirche ist nun das südliche Seitenschiff.
Im 19. Jahrhundert wurden St. Laurentius in Puffendorf und St. Pankratius in Beggendorf errichtet.
Die kath. Pfarrkirche St. Petrus und die ev. Friedenskirche in Baesweiler stammen aus den 1920er Jahren, alle anderen Kirchenbauten sind Neubauten nach dem Zweiten Weltkrieg, wie zum Beispiel St. Andreas in Setterich un St. Willibrord in Loverich.
Von den vier Moscheen im Stadtgebiet ist nur die der DITIB architektonisch erwähnenswert.

### Profane Bauten
Einige der großen Hofanlagen in den einzelnen Ortschaften können sicherlich auf einen mittelalterlichen Ursprung zurückgeführt werden, sie wurden allerdings mehrfach umgebaut und erweitert.

#### Baesweiler Burg

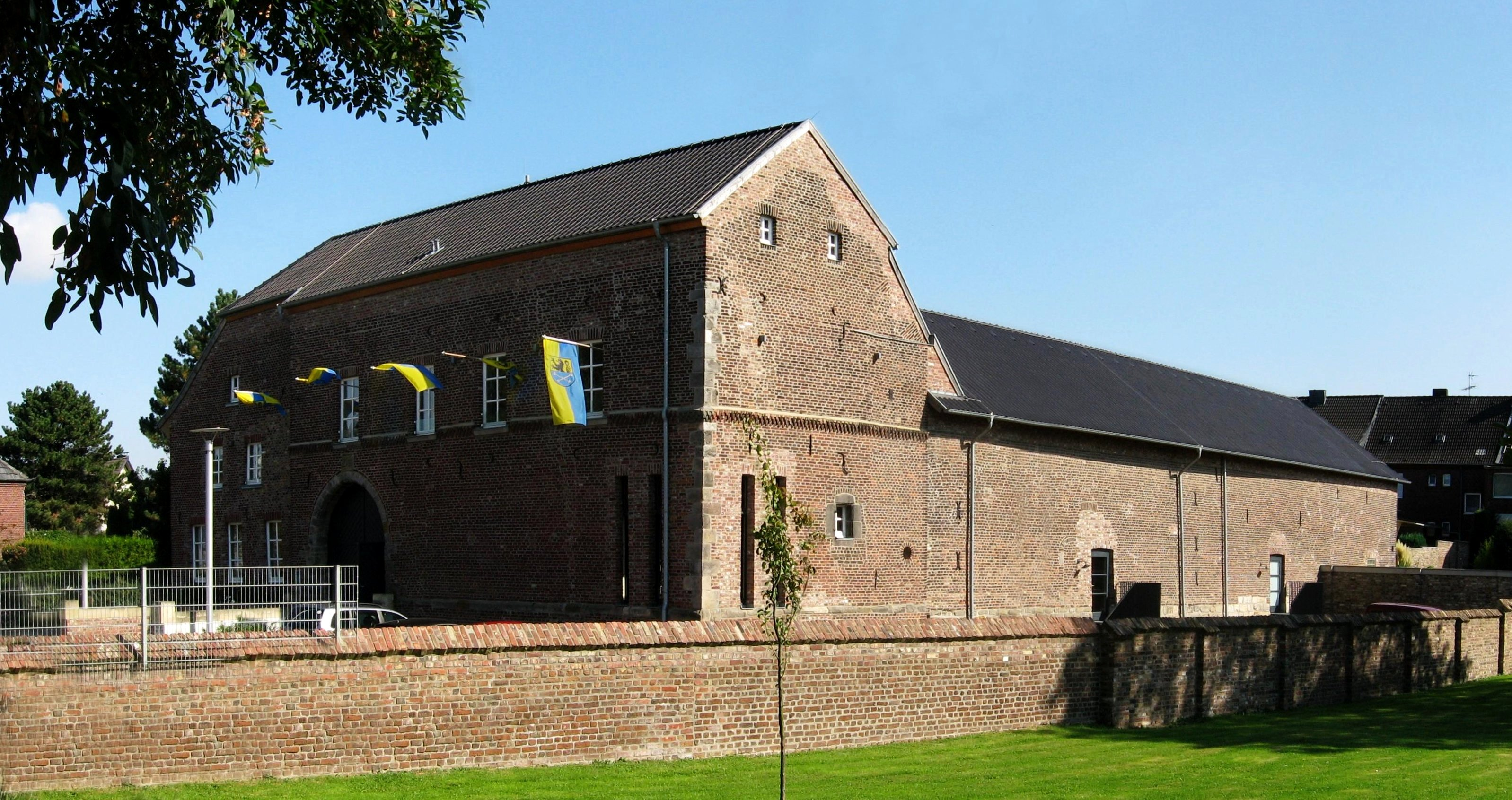
Kulturzentrum Burg Baesweiler

In Baesweiler befindet sich die ehemalige Wasserburg Burg Baesweiler, die zum Teil um 1550 errichtet wurde. Von 2005 bis 2006 wurde sie zum Kulturzentrum umgebaut, welches im März 2006 seine Eröffnung hatte und mit regelmäßigen Veranstaltungen und Gastronomie das Stadtleben bereichern will.

#### Settericher Burg
Von der Wasserburg in Setterich existiert nur noch das um 1640 errichtete Torhaus, die restlichen Gebäude wurden um 1820 abgebrochen. Heute befindet sich auf diesem Gelände ein Wohn- und Pflegeheim für Senioren, zu welchem das Torhaus die Zufahrt bildet.

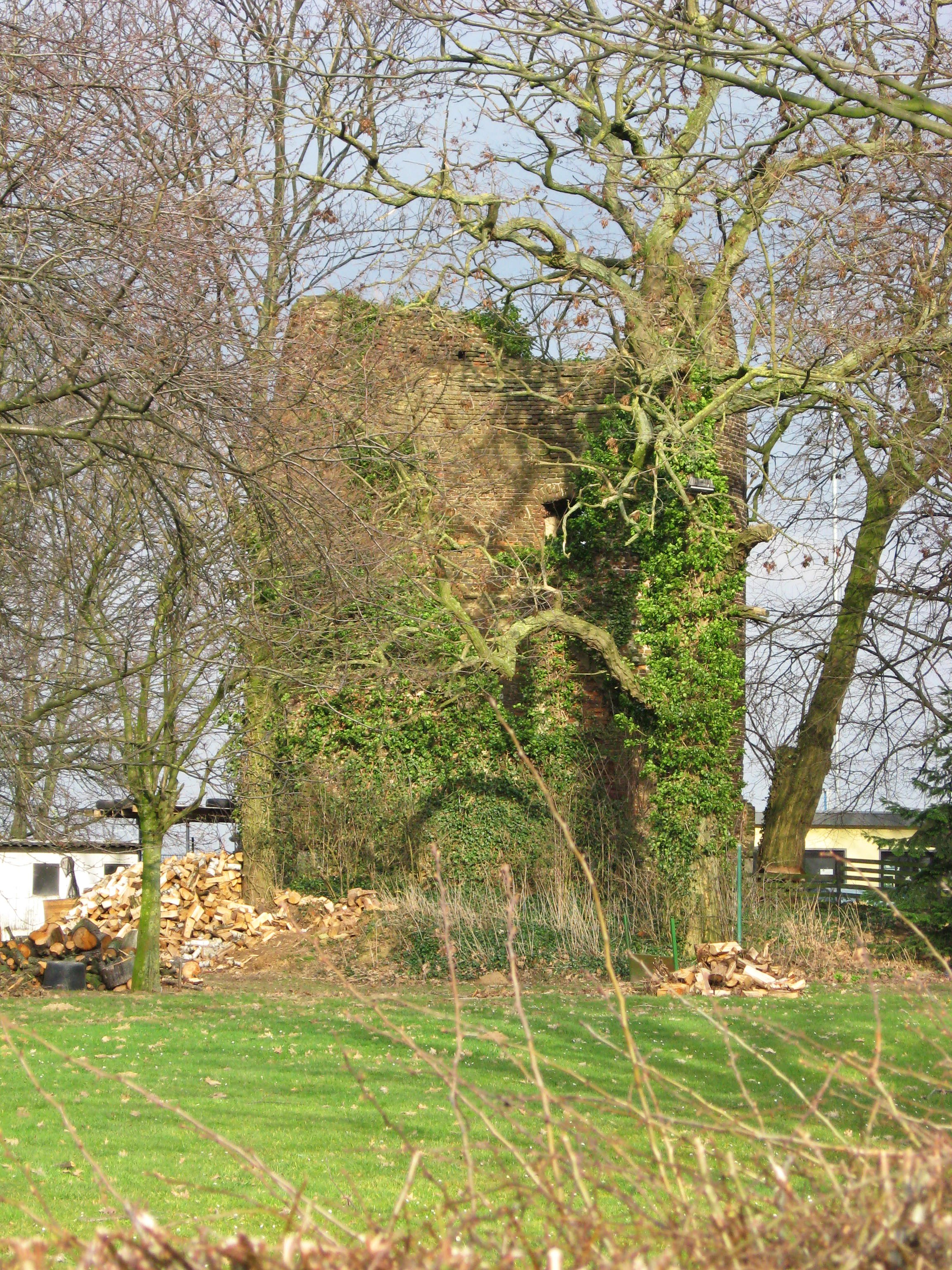
Settericher Windmühle

#### Settericher Windmühle
Auf freiem Feld an der alten Römerstraße Köln-Jülich-Maastricht südöstlich von Baesweiler (Richtung Siersdorf) befindet sich die Ruine einer ehemaligen Windmühle, die 1570 von Johann von Reuschenberg zu Setterich – dem Amtmann zu Wilhelmstein und Eschweiler – errichtet wurde. Die Wahl des Standorts wurde durch die Westwinde bestimmt, die hier besonders günstig waren. Das erste Mal urkundlich erwähnt wurde die Windmühle am 3. Februar 1579 in einem Pachtvertrag zwischen Heinrich von Reuschenberg und Theodor Nobis, dem Pächter des „Kleinen Hofes“ in Siersdorf.
Die Deutung der Ruine als Wachturm des Deutschordens ist widerlegt, da das Grundstück immer zu Setterich gehörte und nie der Ordenskommende Siersdorf unterstand.
Die Mühle stellte 1912 den Betrieb ein, da sie den Dampfmühlen gegenüber nicht mehr konkurrenzfähig war. Anschließend befand sich dort für einige Jahrzehnte ein kleiner Bauernhof mit angeschlossenem Ausflugslokal.
Die Mühle wurde während Kampfhandlungen im November 1944 schwer beschädigt. Im Stumpf befindet sich ein Gedenkkreuz für die um die Mühle gefallenen Soldaten.

## Wirtschaft und Infrastruktur

### Wirtschaft
Nach dem Wegfall des Steinkohlebergbaus in den 1970er Jahren musste Baesweiler einen wirtschaftlichen Strukturwandel durchführen, der heute abgeschlossen ist. Heute ist das Gewerbegebiet geprägt von mittelständischen Unternehmen, die vom Rolltreppenzulieferer bis zur Waschmittelproduktion reichen. Unterstützt wird dies von einem Gründerzentrum, dem its (internationales Technologie- und Servicecenter), das jungen Unternehmen Räumlichkeiten und Infrastruktur zur Verfügung stellt.
Bis heute ist die Landwirtschaft stark in Baesweiler vertreten. Die Bedeutung hat zwar abgenommen, aber der fruchtbare Lössboden ermöglicht den Anbau von Zuckerrüben, die in Jülich zu Zucker raffiniert werden. Daneben werden auch Getreide, Mais, Kartoffeln und Obst angebaut.

### Verkehr

#### Fernstraßen
Angebunden ist Baesweiler an die beiden Bundesstraßen 56 und
57. Die nächsten Autobahnanschlussstellen sind Aldenhoven und Alsdorf (beide an der Bundesautobahn 44) sowie Eschweiler-West an der Bundesautobahn 4.

#### Eisenbahn
Zu Zeiten des Bergbaubetriebs fuhr eine kleine Bahn durch Baesweiler, die „Heggeströfer“ genannt wurde. Sie war eine Schmalspurbahn und befuhr die Strecke zwischen Alsdorf und Geilenkirchen von 1900 bis 1953. Mit diesem Zug wurden die Bergleute zu den einzelnen Zechen und wieder zurück gefahren. Heute ist noch teilweise der Streckenverlauf zu sehen – vorbei an den „Heggen“ (Weisdornhecken), worauf sich ihr Name beruft.
In der ersten Hälfte des 20. Jahrhunderts verkehrte durch das heutige Stadtgebiet die Geilenkirchener Kreisbahn auf der Strecke Alsdorf–Baesweiler–Setterich–Puffendorf–Immendorf–Geilenkirchen. Die Strecke wurde 1953 stillgelegt. Bis Puffendorf führt auch heute noch die von Jülich ausgehende Strecke der ehemaligen Jülicher Kreisbahn. Heute ist dies eine Strecke der Beteiligungsgesellschaft Kreis Düren mbH (ehem. Dürener Kreisbahn). Die Strecke ist zwar zum größten Teil noch vorhanden, es verkehren seit mehr als einem Jahrzehnt aber keine Züge. Der Personenverkehr wurde bereits 1971 eingestellt.
Die nächsten DB-Bahnhöfe sind Übach-Palenberg und Geilenkirchen an der Strecke Aachen–Mönchengladbach sowie Eschweiler Hbf an der Strecke Aachen–Köln. Als regionale Verbindung gibt es noch die Möglichkeit, die Haltestellen der Euregiobahn zu nutzen, deren nächster Haltepunkt der Bahnhof Annapark in Alsdorf ist. Diese Linie verkehrt zwischen diesem Halt über Aachen nach Langerwehe und Stolberg-Altstadt, in Sommermonaten fährt sie sonntags vereinzelt über Düren bis nach Heimbach in die Eifel.
Langfristig strebt die Stadt den Bau einer Zweiglinie der Euregiobahn von Alsdorf über Baesweiler bis Setterich an.

#### ÖPNV
Baesweiler gehört zum Aachener Verkehrsverbund (AVV) und ist per Omnibus mit allen Nachbarorten verbunden. Haupthaltestelle ist Baesweiler Bushof mit den Buslinien BW1, 51, 71 und X51 (ASEAG); 280 und 289 (Rurtalbus) sowie 431 und 432 (WestVerkehr).
Da die Stadt der nördlichste Bereich des von der ASEAG bedienten Gebiets ist, verkehren hier Busse von drei verschiedenen Verkehrsbetrieben, wobei alle Unternehmen mit dem Tarif des AVV zu benutzen sind. Bis 1974 wurde die Gemeinde außerdem vom Oberleitungsbus Aachen bedient.
| Linie | Betreiber | Verlauf |
| ----- | --------- | --- |
| 51    | ASEAG     | Waldfriedhof – Burtscheid – Aachen Hbf – Elisenbrunnen – Aachen Bushof – STAWAG – Carolus Thermen – Alter Tivoli – Scherberg – Würselen – Schleibacher Hof – Alsdorf-Annapark – Neuweiler – Oidtweiler – (Carl-Alexander-Park → Baesweiler Reyplatz / Setterich) |
| 71    | ASEAG     | Geilenkirchen Bf – Waurichen – Beggendorf – Baesweiler – Setterich – Siersdorf – Schleiden – Aldenhoven |
| X51   | ASEAG     | Expressbus: Elisenbrunnen – Aachen Bushof – STAWAG – Alter Tivoli – Scherberg – Würselen – Alsdorf-Annapark – Neuweiler – Oidtweiler – (Carl-Alexander-Park → Baesweiler Reyplatz) / (← Setterich)                                                               |
| 280   | Rurtalbus | Linnich-SIG Combibloc – Linnich Markt – Gereonsweiler – Puffendorf B 57 – Setterich – Baesweiler |
| 289   | Rurtalbus | (Verstärkerfahrten) Linnich – Gesamtschule Übach-Palenberg |
| 431   | west      | Geilenkirchen Bf – Frelenberg – Zweibrüggen – Marienberg – Palenberg Bf – Palenberg – Übach – Boscheln – Baesweiler |
| 432   | west      | Geilenkirchen Bf – Prummern – Immendorf – (Apweiler –) Floverich – Loverich – Puffendorf – Setterich – Baesweiler |
| BW1   | ASEAG     | Setterich – Baesweiler – Oidtweiler – Bettendorf |

### Öffentliche Einrichtungen
Baesweiler verfügt über eine Stadtbibliothek.
Die ursprünglich in Kooperation mit der Stadt Alsdorf betriebene Volkshochschule firmiert seit Jahresbeginn 2007 als Volkshochschule Nordkreis Aachen, da die beiden Städte Herzogenrath und Würselen dem VHS-Zweckverband beitraten.

### Bildung
Die Stadt bietet alle nötigen Einrichtungen der schulischen Versorgung. Dazu gehören auch 16 Kindergärten in fast allen Stadtteilen, von denen die Kita „Wolke 7undzwanzig“ im Herbst 2020 beim bundesweiten Wettbewerb als die 200. Kindertagesstätte „Clever in Sonne und Schatten“-Kita ausgezeichnet wurde. Die Stadt hat sieben Grundschulen, die teilweise konfessionelle Träger haben, aber jeden annehmen. An weiterführenden Schulen existieren eine Realschule in Setterich und ein Gymnasium im Stadtteil Baesweiler. Viele Schüler besuchen zudem die Gesamtschulen und Gymnasien in den Nachbarstädten. Die ehemalige Hauptschule wurde 2020, wegen niedriger Anmeldezahlen geschlossen.
Als einzige berufsbildende Schule hat die Pharmazeutisch-Technische Lehranstalt des Kreises ihren Sitz in Baesweiler.
Besondere Förderschulen existieren mit der Zweigstelle der Elisabethschule aus Alsdorf für Lernbehinderte und der Sprachbehinderten Schule.

### Religion
Über Jahrhunderte hinweg waren die Bewohner des heutigen Stadtgebiets überwiegend römisch-katholisch. Andere christliche Konfessionen waren fast nicht vorhanden, es gab aber eine jüdische Minderheit. Seit der Shoah gibt es im Stadtgebiet allerdings keine Juden mehr.
Erst mit der Eröffnung der Grube Carl-Alexander 1919 zog eine nennenswerte Zahl evangelischer Christen zu. Nach dem Zweiten Weltkrieg erhöhte sich diese Zahl nochmals durch den Zuzug von Bergleuten nach Baesweiler und Setterich. Ab Ende der 1950er Jahre zogen durch die Anwerbung ausländischer Arbeitskräfte für den Steinkohlebergbau auch Muslime, vor allem aus der Türkei und Marokko, zu.
Derzeit gibt es im Stadtgebiet
- sechs römisch-katholische Kirchen
- eine evangelische Kirche („Evangelische Kirchengemeinde Baesweiler-Setterich-Siersdorf“, fusioniert um 2020; die Kirchen in Siersdorf und Setterich wurden daraufhin entweiht)
- eine Neuapostolische Kirche
- ein Königreichssaal der Zeugen Jehovas
- vier Moscheevereine (drei türkischsprachig, einer arabischsprachig)

Die römisch-katholischen Gemeinden sind zu einer Gemeinschaft der Gemeinden zusammengeschlossen. Am 1. Januar 2013 wurde ein Zusammenschluss der römisch-katholischen Gemeinden zu einer Großpfarrei durchgeführt.

## Persönlichkeiten

### Ehrenbürger
- Joseph Stegers (* 1912 in Mönchengladbach; † 2000 in Baesweiler) war von 1946 bis 1992 Pfarrer der katholischen Kirchengemeinde St. Andreas in Setterich. Wegen seiner Verdienste um die Integration der zahlreichen Neubürger wurde ihm 1983 die Ehrenbürgerwürde der Stadt Baesweiler verliehen.
- Hans Plum, ehem. Bürgermeister der Stadt Baesweiler, wird im Jahr 2000 nach 25-jähriger Mitgliedschaft im Stadtrat der Stadt Baesweiler, davon 20 Jahre als ehrenamtlicher Bürgermeister, in einer feierlichen Sondersitzung des Stadtrates zum Ehrenbürger ernannt.

### Söhne und Töchter der Stadt
- Jan von Werth (1591–1652), Reitergeneral aus dem Dreißigjährigen Krieg, wurde vermutlich am 6. April 1591 in Puffendorf geboren. Allerdings ist der Geburtsort zwischen mehreren Ortschaften des Rheinlands strittig – ein Taufeintrag oder eine andere urkundliche Bestätigung konnte noch nicht gefunden worden.
- Johannes Ernst Freiherr von Reuschenberg (getauft am 29. März 1603; † 31. März 1660 in Köln), bayerischer, kaiserlicher und anschließend Pfalz-Neuburger Feldmarschall
- Wilhelm Josef Wings (1818–1865), Bildhauer
- Franz Hubert Wings (1821–1875), Bildhauer, er schuf das Mosesdenkmal zur Pariser-Weltausstellung 1855, nach ihm wurde die Wingsstraße benannt
- Franz Augustin Wings (1826–nach 1884), Bildhauer
- Joseph Matthias Hubertus Goebbels (1836–1911) war 32 Jahre lang Kaplan an Sankt Maria im Kapitol in Köln. Seine Grabstätte befindet sich auf dem Baesweiler Friedhof.
- Franz Loogen (1919–2010), Nestor der deutschen Kardiologie
- Wilhelm Bergstein (1939–2022), ehemaliger Fußballspieler
- Alfred Glenski (1940–2023), ehemaliger Fußballspieler
- Raimund Erbel (* 1948), ehemaliger Lehrstuhlinhaber und Direktor der Klinik für Kardiologie am Universitätsklinikum Essen
- Heinrich Walter Schmitz (* 1948), Kommunikationswissenschaftler
- Gerd-Günter Voß (* 1950), Soziologe
- Christa Nickels (* 1952), Politikerin der Partei Die Grünen
- Willi Linkens (* 1953), ehemaliger Bürgermeister und Stadtdirektor von Baesweiler
- Arno Mentzel-Reuters (* 1959), Altgermanist und Buchwissenschaftler
- Ingrid-Gabriela Hoven (* 1960), Volkswirtin
- Jannik Mause (* 1998), Fußballspieler

### Umweltpreis
- Peter Kempen (* 1957) wurde im Jahre 1998 der erste Umweltpreis verliehen. Durch sein Konzept zur Regenwassernutzung des städtischen Friedhofs konnte der Frischwasserverbrauch reduziert werden. Das Preisgeld stiftete er zur Realisierung einer Regenwasserzisterne.
- Schon 1992 ging ein Umwelt-Schutz Preis von NRW (2. Platz) an den Erfinder Karl-Heinz Schink (* 1939). Mit seiner Ehefrau führt er seit 1951 in Baesweiler in zweiter Generation ein erfolgreiches Familien-Unternehmen (Wäscherei & Reinigung Schink).

## Sport
An Sportanlagen finden sich zunächst in fast jedem Stadtteil mindestens ein Fußballplatz. In Baesweiler selbst gibt es ein kleineres Sportzentrum. Dort existiert neben drei Fußballplätzen (davon einer mit Tribüne und Aschenbahn) ein Hallenbad (mit Schul- und Lehrschwimmbecken), eine Minigolfanlage und eine Tennisanlage mit vier Hallenplätzen und sieben Aschenplätzen an der frischen Luft. Die Turnhallen an den Schulen im Stadtgebiet werden außerhalb der Schulzeit dem Vereinssport zur Verfügung gestellt.
Überregional bekannt sind der in Konkurs gegangene Fußballverein SV Baesweiler 09, der Radballverein RV 05 Baesweiler und der Judoverein JJJC Samurai Setterich, der mit Christina Krahe eine Judoeuropameisterin der Junioren 2004 und mit Jörg und Frank Heynen mehrfache Bronzemedaillengewinner bei Weltmeisterschaften der Masters-Klasse stellte.
Nach dem Konkurs des SV 09 Baesweiler, zu der Zeit in der Oberliga spielend, wurde der JSV 09 Baesweiler gegründet, der nach mehreren Aufstiegen in der Saison 2009/2010 in der Landesliga spielt.
Neben Fußball, Radball und Judo bieten die Sportvereine im Stadtgebiet folgende Sportarten an: Handball (BSC Setterich), Volleyball, Tischtennis, Tennis, Bogenschießen, Schießsport, Turnen, Gymnastik, Taekwondo, Langstreckenlauf, Schach, Schwimmen (DLRG), Badminton, Basketball, (Nordic) Walking, Tauchen und Boßeln.
Darüber hinaus gibt es eine Tanzschule mit gleichnamigen Tanzsportverein und Rehasportzentrum.

## Freizeit und Kultur

### Spielmannszüge
Einer der ältesten Spielmannszüge der Stadt Baesweiler ist der Trommler- und Spielverein 1913 Baesweiler e. V.
Zur Entstehung: Um die Jahrhundertwende war es an den Kirmestagen üblich, dass vor den Musikanten im Festzug ein Flötist und ein Trommler voranschritten, die in den Musikpausen aufspielten. Bei solchen Festaufzügen wirkte als traditioneller Flötist in unserem Dorf Jakob Nickels, genannt Flöte Kobes mit, begleitet von Josef Erkens als Trommler. Flöte Kobes wurde von seinem Ehrenamt abgelöst durch die Brüder Peter und Heinrich Erkens. Dieser mehr als bescheidene Vortrupp war noch jahrelang der dürftige Ersatz für die mustergültigen Trommler- und Pfeiferkorps bei den Militär-Musikkapellen. Manchem beim Militär ausgebildeten Tambour mag wohl anlässlich der heimischen Ortsfeste der Gedanke gekommen sein, es wäre doch prächtig, wenn dem Festzug ein stolzes Tambourkorps voranschritte. Dieser Wunsch nahm feste Gestalt an als im Jahre 1913 der damals in Baesweiler tätige Kaplan Johannes Marschang den kirchlichen Jünglingsverein gründete. Er trat an den während seiner Militärzeit als Tambour ausgebildeten alten Baesweiler Bürger Johann Keller (genannt: Kellers Ützje) mit der Bitte, er möge ihm einige Mitglieder des Jünglingsvereins als vorläufiges Musikkorps ausbilden. Die Interessenten kamen daraufhin privat im Hause Keller, Kückstraße, zusammen und einigten sich ein Trommler- und Pfeiferkorps zu gründen. Diese Zusammenkunft am 30. April 1913 war die Gründungsversammlung des heutigen Trommler- und Spielvereins 1913 Baesweiler e. V.

### Orchester

#### Regio Big Band
Die Regio Big Band (RBB) wurde im Sommer 1989 von Hans-Josef Dreßen, Detlef Heinen, Jürgen Horn und weiteren Mitgliedern des Baesweiler Harmonievereins ursprünglich als Big Band Baesweiler (BBB) gegründet. In den ersten Jahren war das Ensemble eine Abteilung des preisgekrönten Jugendorchesters. Im Dezember 1992 gliederte sich die Band aus und gründete einen eigenen gemeinnützigen Verein, die MusikInitiative Grenzland e. V. (MIG).
Im Laufe der Jahre veranstaltete die RBB zahlreiche Shows, unter anderem die Konzertserie OPUS I (1990) bis OPUS IV (2005) stets gemeinsam mit dem Chor Cantabile. Die Publikumsmagneten waren „Oldies, Hits & Evergreens“ (1992) und Gala Royal mit dem mehrfachen Weltmeister im lateinamerikanischen Formationstanz TSC Schwarz-Gelb Aachen. Seit 2008 lädt die Band jeweils im März zu einem Tanzabend in die Baesweiler Burg ein.
1994 gewann das Ensemble den 1. CD-Wettbewerb der Region Aachen.
Seit ihrer Gründung konnte die Band auch immer mehr Musiker gewinnen, die nicht mehr in Baesweiler ihren Wohnsitz haben. Wöchentlich reisen die Mitglieder von Eupen (Belgien), Leverkusen, Mönchengladbach bis Aachen-Walheim zu den Proben an. Wegen des gewachsenen Einzugsgebiets benannte sich die Band im Jahr 2018 in Regio Big Band um. Immer noch wirken Mitglieder aus der Gründungszeit aktiv mit (Stand 2021).

#### Harmonieverein
Der Harmonieverein St. Petrus Baesweiler e. V. wurde 1962 vom damaligen Kaplan der Pfarrgemeinde St. Petrus Baesweiler, Leo Eißen, gegründet.
Neben vielen Auftritten in Baesweiler und der näheren und weiteren Umgebung hat der Harmonieverein bereits zahlreiche Auftritte im Ausland absolviert. Die Niederlande, Belgien, England, Schweden, Jugoslawien, Österreich, Ungarn, Frankreich und Spanien wurden bereist. Neben dem Musizieren wurden vor allem in den Partnerstädten der Stadt Baesweiler Easington (England) und Montesson (Frankreich) sowie in der spanischen Stadt Candás viele freundschaftliche Kontakte geknüpft.
Der Harmonieverein St. Petrus Baesweiler hat bisher an fünf Wettbewerben teilgenommen.
- 1974 errang der Verein bei den Weltmusikfestspielen in Kerkrade (Niederlande) in der dritten Kategorie einen 3. Preis.
- 1978 wurde ebenfalls bei den Weltmusikfestspielen ein 2. Platz erreicht.
- 1983 erzielte der Harmonieverein beim Landesmusikfest (NRW) in der Höchststufe einen 1. Preis mit Auszeichnung.
- 1994 belegte der Harmonieverein beim 1. CD-Wettbewerb der Volksbanken und Raiffeisenbanken der Region Aachen in der Sparte Blasorchester den 1. Platz.
- 2000 erreichte der Verein beim Landesmusikfest (NRW) in Mönchengladbach in der Oberstufe einen 1. Rang.

#### Blasmusikkapelle „Siebenbürgen“ Setterich
In zahlreichen Dörfern und Städten Siebenbürgens gab es seit Mitte des 19. Jahrhunderts Blaskapellen, die zu weltlichen und kirchlichen Festen aufspielten. Als 1953 zahlreiche Flüchtlinge aus Siebenbürgen in das Aachener Kohlerevier kamen und im Sommer 1954 in Setterich angesiedelt wurden, brachten sie diese Tradition und ihre Instrumente mit.
Schon bald war die Kapelle in der Region bekannt und beliebt. Dem Eschweiler Bergwerksverein diente sie auch für zwei Jahrzehnte als Werkskapelle.
Bis heute prägt die Blasmusikkapelle „Siebenbürgen“ Setterich e. V. das musikalische Leben im Stadtteil Setterich und in den benachbarten Stadtteilen entscheidend mit, auch wenn sich im Lauf der Zeit so einiges gewandelt hat. So kommen viele Mitglieder nicht aus Setterich, sondern auch aus benachbarten Orten und der Anteil derer, die aus Siebenbürgen stammende Vorfahren haben, ist auf weniger als die Hälfte gesunken. Besonders hervorzuheben ist die Jugendarbeit der Blaskapelle, die im Jahr 2007 mit 60 auszubildenden Musikern für sich spricht.

### Lokale Presse
Die Stadt Baesweiler wird mit Lokalberichterstattung vom Amtsblatt der Stadt Baesweiler, dem Stadt-Info und dem Super-Mittwoch versorgt.